# Croton tremulifolius
Croton tremulifolius är en törelväxtart som beskrevs av Léon Camille Marius Croizat. Croton tremulifolius ingår i släktet Croton och familjen törelväxter. Inga underarter finns listade i Catalogue of Life.